# Agrotis seminigra
Agrotis seminigra là một loài bướm đêm trong họ Noctuidae.